# Ettore Perrone di San Martino

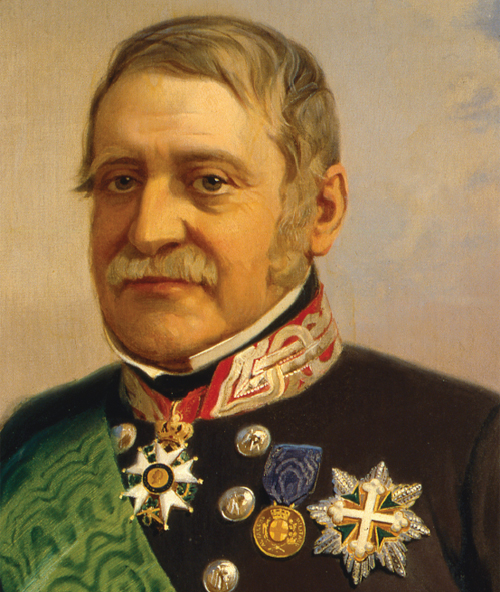
Ettore Perrone

Ettore Perrone di San Martino (* 12. Januar 1789 in Turin; † 29. März 1849 Novara) war ein italienischer General und im Herbst 1848 kurzfristig Ministerpräsident des Königreichs Sardinien.

## Leben

### Herkunft
Er war ein Sohn von Carlo Perrone und der Paola Argentero di Bersezio, letztere ein Mitglied der Adelsfamilie der Canavese. Sein Bruder Vittorio Perrone (1786–1814) starb als Staffelkapitän der „Hannover-Dragoner“ in der Schlacht bei Fère Champenoise, 14 Tage vor Abdankung von Napoleon Bonaparte.

### Militärkarriere
Ettore Perrone verließ mit 16 Jahren sein Elternhaus um als einfacher Soldat freiwillig im französischen Revolutionsheer einzutreten. 1806 trat er in die Militärschule Saint-Cyr ein und wurde im folgenden Jahr als Leutnant ausgemustert. Nach Einsätzen im Jahre 1807 nahm er am Feldzug  von 1809 teil. Für seinen Einsatz in der Schlacht bei Wagram, wo er auch verwundet wurde, erhielt er den Stern der Ehrenlegion. Von 1810 bis 1811 diente er als Leutnant der bei jungen Garde in Spanien. Am 24. Juni 1811 trat er als Grenadier der alten Kaisergarde bei. 1813 kämpfte er bei Lützen und Bautzen und während der Schlacht von Montmirail 1814 wurde er durch ein Bajonett verwundet. Am 15. März 1814 ernannte Napoleon ihn zum Kommandeur des 24. Bataillons der Linieninfanterie. Während der Herrschaft der Hundert Tage 1815 wurde er zum Adjutanten des Generals Gérard ernannt.
Nach der Niederlage von Waterloo nahm er Urlaub und blieb noch zwanzig Monate in der französischen Armee, bevor diese 1817 endgültig quittierte. Nach einem kurzen Aufenthalt in England kehrte er nach Piemont zurück. In Perosa Canavese (Turin) bereitete er mit einigen Adligen im März 1821 den Aufstand gegen die Savoyer Monarchie vor. Nach der Niederlage bei Borgo Vercelli und der Restauration wurde er zum Tode verurteilt, seine Güter konfisziert. Er entkam dem Vollzug durch rechtzeitige Flucht nach Frankreich, wo er wieder Anstellung beim Heer fand. Während seines Exils heiratete er am 2. Februar 1833 Louise Jenny de Fay de La Tour-Maubourg, eine Enkelin des Marquis de La Fayette. Perrone bewirtschaftete ein gepachtetes Anwesen im Loire Departement und seine neuen Anbaumethoden wurden so erfolgreich, dass sie bald Nachahmung fanden.
Nach Ausbruch der Pariser Revolution von 1830 musste Karl X. und die direkte Linie der Bourbonen fliehen. Ettore Karriere wurde unter Louis Philipp dem Bürgerkönig beschleunigt, 1832 erreichte er den Rang eines Obersts und 1839 wurde er General. Er erhielt das Kommando der Loire-Division, die er erfolgreich für die folgenden sechs Jahre führte.
Im März 1848 erhielt er nach den Wahlen durch 22.330 Stimmen einen Sitz in der konstituierenden Versammlung.

### Im Ersten Unabhängigkeitskrieg
Die Verkündigung der Freiheit Italiens durch König Karl Albert von Savoyen am 23. März 1848 entzündeten bei Perrone die alten Ideale und führten zu seiner Rückkehr in die Heimat. Er schrieb an seinen Jugendfreund, den Minister Cesare Balbo und bot seine Hilfe an. Nach langem Exil und einem Todesurteil wurde er im März 1848 von der provisorischen Regierung in Mailand eingeladen, sich dem Aufstand gegen die Besatzung Österreichs in der Lombardei anzuschließen.
Als Generalinspekteur half er die im Entstehen begriffene Armee der freien Lombardei zu organisieren. Nach dem verlorenen Feldzug von 1848 beschuldigen ihn die Mailänder die Lombarden vor Mantua gegen die Österreicher ohne Unterstützung gelassen zu haben. Die Stadt Ivrea nominierte ihn als ihren politischen Stellvertreter für das neu geschaffene Parlament in Turin. Vom 11. Oktober bis 16. Dezember 1848 amtierte er kurzfristig als Ministerpräsident des Königreichs Sardinien. Wegen der Gegnerschaft von Giuseppe Montanelli und nicht ausreichender politischer Kompetenz trat er schnell von seinem Posten ab.  
Nach der Wiederaufnahme des Krieges übertrug ihn der König im März 1849 zumindest wieder ein militärisches Kommando. Er befehligte unter dem neuen Generalstabschef Chrzanowski die savoyardische 3 Division (12.027 Mann und 16 Geschütze), welche aus der Brigade Savoyen (Generalmajor Molland) und der Brigade Savona (Generalmajor Ansaldi) zusammengesetzt war. Generalleutnant Perrone wurde am 23. März während der Schlacht bei Novara (1849) tödlich verwundet. Er führte am linken Flügel nördlich von Olengo, gegenüber Truppen unter FML d’Aspre. Ein durch Perrone persönlich geführter Angriff des 15. Infanterie-Regimentes gegen die ankommende Avantgarde der österreichischen Division unter Erzherzog Albrecht brachte ihn den Tod. An diesen Abschnitt war auch der General Marguis di Passalacqua gefallen, welcher von den österreichischen Batterien erfasst worden war. Perrone wurde schwer verwundet, sechs lange Tage bis zum 29. März um 16.00 Uhr dauerte sein Todeskampf. Die Beerdigung in Ivrea fand am 2. April 1849 statt, seine Gebeine wurden in der Krypta der dortigen Kathedrale unter dem Hauptaltar beigesetzt.